# Plaza de toros de Campo Pequeno
La plaza de toros de Campo Pequeño (Campo Pequeno, en portugués) es una plaza de toros de Lisboa, Portugal, situada en la Avenida da República. Fue construida en 1892 por el arquitecto portugués António José Dias da Silva y tiene una capacidad para 9000 personas. Se inspiró en la antigua plaza de toros de Madrid construida por Emilio Rodríguez Ayuso y que fue más tarde demolida.
Fue realizada en ladrillo macizo rojo de cara vista, en estilo neomudéjar y sufrió una profunda remodelación al inicio del siglo XXI, sustituyendo el ladrillo por hormigón armado. Se creó una galería comercial en el subsuelo y otros espacios similares a pie de calle. El mayor de los cambios ha sido la instalación de un techumbre móvil que permite el uso para distintas actividades durante todo el año.  